# Zygia longifolia
Zygia longifolia är en ärtväxtart som först beskrevs av Carl Ludwig von Willdenow, och fick sitt nu gällande namn av Nathaniel Lord Britton och Joseph Nelson Rose. Zygia longifolia ingår i släktet Zygia och familjen ärtväxter. Inga underarter finns listade i Catalogue of Life.